# 井伊直弼と開国150年祭
井伊直弼と開国150年祭（いいなおすけとかいこくひゃくごじゅうねんさい）は、2008年に滋賀県彦根市で開催された記念行事である。

## 主旨
2008年（平成20年）は、井伊直弼が1858年7月29日（旧暦安政5年6月19日）に日米修好通商条約を締結して150年目にあたるため、彦根市が記念行事を企画・策定した。

## 開催前の沿革
- 2007年12月 - 井伊直弼と開国150年祭実行委員会事務局が発足

## キャラクターとテーマ
- キャラクター - ひこにゃん
- テーマ - 日米修好通商条約締結150年を記念して日本を開国に導いた大老・彦根藩主である井伊直弼を、あらゆる角度から紹介・再評価し、彦根から情報発信する。

## 主なイベント
- 開国記念館特別展 - 2008年10月1日 - 2010年3月24日
- 彦根城佐和口多聞櫓特別公開 - 2008年10月1日 - 2010年3月31日
- 日米修好通商条約締結150年記念式典 - 2010年7月29日
- 全国砲術・鉄砲サミット in 彦根 - 2010年3月21日

## その他
井伊直弼と開国150年祭関連の市民創造事業に対して、実行委員会が支援・協力をしている。